# Mörttjärnen (Naverstads socken, Bohuslän, vid Koxeröd)
Mörttjärnen är en sjö i Tanums kommun i Bohuslän och ingår i Enningdalsälvens huvudavrinningsområde.